# Gothic Chess
|   | a               | b               | c               | d               | e                 | f                | g                     | h               | i               | j               |   |
| 8 | a8 чорна тура   | b8 чорний кінь  | c8 чорний слон  | d8 чорний ферзь | e8 чорний канцлер | f8 чорний король | g8 чорний архієпископ | h8 чорний слон  | i8 чорний кінь  | j8 чорна тура   | 8 |
| 7 | a7 чорний пішак | b7 чорний пішак | c7 чорний пішак | d7 чорний пішак | e7 чорний пішак   | f7 чорний пішак  | g7 чорний пішак       | h7 чорний пішак | i7 чорний пішак | j7 чорний пішак | 7 |
| 6 | a6              | b6              | c6              | d6              | e6                | f6               | g6                    | h6              | i6              | j6              | 6 |
| 5 | a5              | b5              | c5              | d5              | e5                | f5               | g5                    | h5              | i5              | j5              | 5 |
| 4 | a4              | b4              | c4              | d4              | e4                | f4               | g4                    | h4              | i4              | j4              | 4 |
| 3 | a3              | b3              | c3              | d3              | e3                | f3               | g3                    | h3              | i3              | j3              | 3 |
| 2 | a2 білий пішак  | b2 білий пішак  | c2 білий пішак  | d2 білий пішак  | e2 білий пішак    | f2 білий пішак   | g2 білий пішак        | h2 білий пішак  | i2 білий пішак  | j2 білий пішак  | 2 |
| 1 | a1 біла тура    | b1 білий кінь   | c1 білий слон   | d1 білий ферзь  | e1 білий канцлер  | f1 білий король  | g1 білий архієпископ  | h1 білий слон   | i1 білий кінь   | j1 біла тура    | 1 |
|   | a               | b               | c               | d               | e                 | f                | g                     | h               | i               | j               |   |

Gothic Chess (вимовляється як «ґотік чесс», загальноприйнятої української назви немає) — комерційний варіант шахів на дошці 10x8, з двома додатковими фігурами. Гру запропонував Ед Трайс і запатентував 2002 року. Строк патенту закінчився 2006 року. 
Грають два гравці — чорні та білі. Ігрове поле має розміри 10x8 клітин, набори фігур  і правила гри аналогічні до шахів Капабланки для 80-клітинної дошки — всі правила руху фігур такі самі, як у звичайних шахах за винятком рокіровки, під час якої король пересувається на три поля по горизонталі замість двох, і в початковому розташуванні додаткових фігур: канцлера та архієпископа. 
- —Канцлер — комбінована фігура, що поєднує в собі можливості коня та тури.
- —Архієпископ — комбінована фігура, що поєднує функції коня та слона.

Канцлер розташований на вертикалі e (між ферзем і королем), архієпископ — на вертикалі g (між королем і найближчим до нього слоном). Таке розташування призводить до того, що всі пішаки в початковій позиції гри захищені фігурами. 
За даними Gothic Chess Federation, на 2005 рік у Gothic Chess грали в 47 країнах світу, кількість проданих комплектів гри перевищує 50 тисяч.